# Электротранспорт (предприятие, Набережные Челны)
ООО «Электротранспорт» — дочернее общество МУП «Электротранспорт», в ведении которого находится единственный в Набережных Челнах вид городского электротранспорта — трамвай. В настоящее время (январь 2016 года) оператором системы является МУП «Электротранспорт», в лице дочернего общества ООО «Электротранспорт».
До декабря 2013 года ООО «Электротранспорт» являлось дочерним предприятием ОАО «КАМАЗ» и единственным на территории Российской Федерации полностью немуниципальным (негосударственным) оператором трамвайной системы.
По данным Федеральной службы государственной статистики в 2011 году предприятием было перевезено 31,4 млн пассажиров.
В 2011 году ООО «Электротранспорт» стало лауреатом международной общественной транспортной премии «Золотая колесница» в номинации «Лучшее российское региональное предприятие общего пользования».

## История

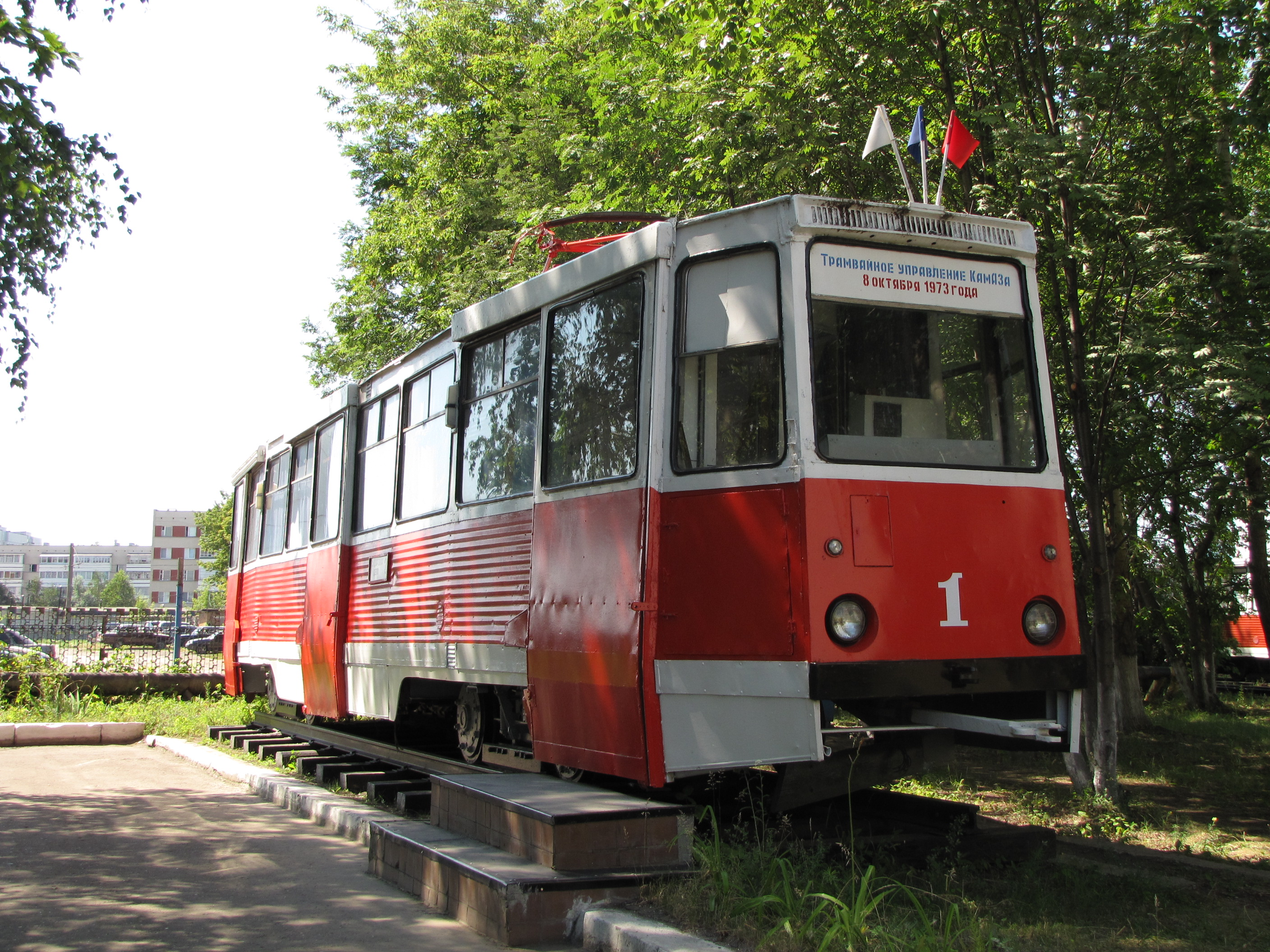
Первый трамвайный вагон 71-605 в Набережных Челнах на территории трамвайного депо

В начале 1970-х гг. в связи с бурным ростом города Набережные Челны и ежедневно увеличивавшимся пассажиропотоком — и прежде всего между заводскими цехами КамАЗа и городскими районами было принято решение о строительстве трамвая.
29 сентября 1972 года, в соответствии с Приказом № 310 по Министерству автомобильной промышленности СССР «О Создании трамвайного управления строящегося Камского автомобильного завода (КамАЗ) в городе Набережные Челны», генеральным директором КамАЗа Васильевым Львом Борисовичем создаётся трамвайное управление. Основалось управление на берегу реки Челнинка в старой части города — где было начато возведение трамвайного депо со всей необходимой инфраструктурой.
До момента пуска первой пассажирской ветки до посёлка Сидоровка все работники Трамвайного управления (включая и будущих водителей) были заняты в основном на строительстве депо. Одновременно с этим происходила отладка новых вагонов и путей. Строительство же трамвайных путей в Набережных Челнах производилось военными строителями.

Николай Петрович Шунков — первый начальник трамвайного управления КамАЗа (1972—1978)

Часть будущих водителей трамвая приглашали из других городов, где на тот момент уже существовало трамвайное движение, других — из числа местных жителей. Приём на работу происходил в вагончиках за зданием бывшей дирекции КамАЗа, расположенной в посёлке ГЭС. Каких-либо экзаменов и тестирований не было, но с каждым человеком лично беседовали начальник управления Николай Петрович Шунков и начальник службы движения Светлана Степанюк. При приёме на работу водителей трамваев смотрели на возраст, коммуникабельность и внешность.
30 декабря 1972 года состоялся пробный пуск вагона на участке Сидоровка — Депо, а спустя почти через год 8 октября 1973 года — трамвай в Набережных Челнах был пущен официально.
В дальнейшем трамвайное движение в планомерно развивалось. В ноябре 1973 года трамвай был пущен до ремонтно-инструментального завода, в 1976 году — на литейный завод, затем на «Корчагинскую» («Форт-Диалог»). Новые участки появлялись вплоть до начала 1990-х годов.
Однако в связи с распадом СССР и тяжёлой экономической ситуации в стране и городе — последнее десятилетие XX века для Трамвайного управления КамАЗа было самым сложным периодом в своей истории.
В 2000 году Трамвайное управление было реорганизовано в форме преобразования в общество с ограниченной ответственностью «Электротранспорт».

### Передача трамвайного предприятия от ОАО «КАМАЗ» в муниципальную собственность
Обслуживающим предприятием для трамвайного хозяйства Набережных Челнов является ООО «Электротранспорт». До 2013 года собственником являлся ОАО «КАМАЗ». Решением Совета директоров ОАО «КАМАЗ» от 10 сентября 2013 года по договору дарения 100% долей участия в ООО «Электротранспорт» в октябре 2013 года переходят исполкому города. По словам генерального директора Рашида Шамсудинова в октябре 2013 года:
Сегодня у КАМАЗа нет возможности развивать нас, он сам занимается инвестиционными проектами. А если не развивать, не вкладывать средства, то наступит период, когда резервы будут истощены. Поэтому было принято разумное решение — передать предприятие городу. А раз трамвай станет муниципальным транспортом, будет легче попасть во все госпрограммы, получить бюджетное финансирование.Челнинские известия

### Закупка 190 автобусов «НЕФАЗ» для муниципальных нужд
Руководитель исполкома Набережных Челнов Наиль Магдеев 5 сентября 2015 на своей страничке в соцсети «ВКонтакте» заявил, что в автограде запущена обновлённая система общественного транспорта с новыми автобусами:
5 сентября — знаменательный день для города: начала работу обновленная система общественного транспорта Набережных Челнов. На маршруты вышли современные, комфортные и безопасные «НЕФАЗы». 190 газомоторных автобусов будут обслуживать 6 городских маршрутов на основных проспектах города. Также до конца года планируются маршруты до заводов ПАО «КАМАЗ».БИЗНЕС Online
Город закупил у КАМАЗа 190 газомоторных НЕФАЗов большой вместимости. Сумма сделки, по разным оценкам, составила от 1,1 до 1,4 млрд рублей. Также 23 июня 2015 года была представлена новая маршрутная сеть от выпускников петербургского ЗАО «Научно-исследовательский и проектный институт территориального развития и транспортной инфраструктуры» («НИПИ ТРТИ»).
25 января 2016 года стало известно о том, что новые автобусы «НЕФАЗ» будут перевозить челнинских дачников. Информация подтвердилась 24 марта 2016 года: конкурс на дачные маршруты выиграл МУП «Электротранспорт» Шамсудинова. 
В январе 2018 года появилось сообщение, что власти Челнов погасят долги МУП «Электротранспорт». Сумма задолженности за 190 автобусов на 1 января 2018 года составляет 435 миллионов рублей. На заседании городского совета депутатов 3-го созыва нашли решение этого вопроса.
12 декабря 2018 Лизинговая компания «КАМАЗ» выиграла суд против набережночелнинского муниципального предприятия «Электротранспорт». Татарстанский арбитраж полностью удовлетворил иск на 78,9 млн рублей, сумма иска состоит из двух частей, первая часть в размере 70,6 млн рублей – сумма долга «Электротранспорта» перед лизинговой компанией, ещё 8,3 млн рублей – это пени, набежавшее по основному долгу ответчика. 
К концу 2019 года долг достиг 700 млн рублей. 18 декабря 2019 года МУП «Электротранспорт» предложило автогиганту оставить ему хотя бы 60 из 190 автобусов. 
5 февраля 2020 года стало известно, что МУП «Электротранспорт» вернёт автобусы КАМАЗу до 14 февраля. 

### Долги и отключения
28 августа 2018 года электроснабжение челнинского трамвайного хозяйства было отключено: компания «Татэнергосбыт» за неуплату перестала снабжать электрической энергией несколько подстанций «Электротранспорта». До 2013 года КАМАЗ и «Электротранспорт» были единым целым, но затем последний был передан городу. При этом было принято решение о том, что автогигант будет в течение трёх лет выплачивать трамвайщикам по 30 млн рублей ежегодно. Адаптационный период закончился, но «Электротранспорт» на рентабельность так и не вышел. Чтобы сократить убытки, в апреле 2017 года на предприятии было принято решение отменить ночной вывоз персонала КАМАЗа по двум маршрутам — № 2, который ходит с Сидоровки на ПРЗ, и № 5 (ПРЗ — Московский проспект — Кузнечный завод). Такой ход, по мнению автогиганта, нарушал законодательство, согласно которому муниципальный транспорт обеспечивает доставку жителей города по его территории, в том числе и до места работы, а промкомзона — это крупнейший промышленный район Набережных Челнов, где также находятся многие городские предприятия. В итоге пришлось организовать ночной вывоз персонала вахтовыми автобусами, которые дублировали трамвайные маршруты № 2 и № 5. В конечном итоге КАМАЗ уступил «Электротранспорту» и продолжал платить «подъёмные» до конца 2017 года.
16 декабря 2019 появилось сообщение, что «Татэнеросбыт» собрался отключать перевозчикам трамваи — за долги 2,7 млн рублей, но данная угроза была нереализована. 12 марта 2020 года, накануне в картотеке Арбитражного суда РТ появились иски к МУП «Электротранспорт» о признании предприятия банкротом. Первый иск с обозначенной суммой долговых обязательств в 1,1 млрд рублей подала сама компания. Второй иск от двух кредиторов: федеральной налоговой службы России и регионального отделения ведомства. Налоговики выставили счёт МУПу в 26,8 млн рублей.

## Общие характеристики
Сферой деятельности предприятия являются:
- обеспечение эксплуатации трамваев
- перевозка пассажиров
- дальнейшее развитие электротранспорта в городе Набережные Челны.

До 2013 года ООО «Электротранспорт» являлся дочерним предприятием ОАО «КАМАЗ» (100 % учредитель).
Трамвайный парк ООО «Электротранспорт» составляет 120 единиц. Ежедневно на линию выпускается около 96 вагонов.
По данным Набережночелнинского межрайонного отдела государственной статистики за 2008 год доля ООО «Электротранспорт» в общей сумме перевозок составила 40,7 %. За 2009 год по данным Набережночелнинского межрайонного отдела государственной статистики в городе перевезено 80989,3 тыс. человек. Доля ООО «Электротранспорт» в общей сумме перевозок составила 37,6 %.
На предприятии производятся все необходимые виды ремонтов подвижного состава, путевого хозяйства, энергохозяйства и технологического оборудования. С целью продления срока службы подвижного состава налажен капитально-восстановительный ремонт вагонов. Всего КВР проведён 46 вагонам, что позволило продлить срок их службы на 6-7 лет.
В эксплуатации ООО «Электротранспорт» находятся:
- 104,04 км путей
- 10 тяговых подстанций
- 5 конечных станций и одна промежуточная

Общая площадь земельных участков, находящихся в пользовании ООО «Электротранспорт» составляет 53,41 м2:
- производственные площади и АБК занимают 16329,1 м2,
- площадь закрытой стоянки для трамваев 2,2 м2,
- площадь открытой стоянки для автотракторной техники 5928 м2. Производственные мощности рассчитаны на выпуск на линию в рабочий день 100 пассажирских вагонов.

Количество подвижного состава 157 ед., в том числе:
- трамваев — 132,

из них:
- пассажирских — 119,
- автобусов — 5,
- грузовиков — 3,
- тракторов — 6,
- спецмашин −7.

В ООО «Электротранспорт» работают 268 водителей, в их числе 13 мужчин.

### Технические показатели
- Средний выпуск подвижного состава на линию — 83 вагона.
- Коэффициент использования парка — 0,74
- Средняя продолжительность работы одного вагона на линии — 13,00 ч.
- Эксплуатационная скорость — 19,10 км/час.
- Коэффициент технической готовности — 0,91.
- Общий пробег — 7567,57 тыс. км.
- Протяжённость трамвайного пути в однопутном исчислении — 104,04 км.
- Количество маршрутов — 11.
- Доля затрат на техническое обслуживание и ремонт подвижного состава составляет 6,2 %

## Настоящее время

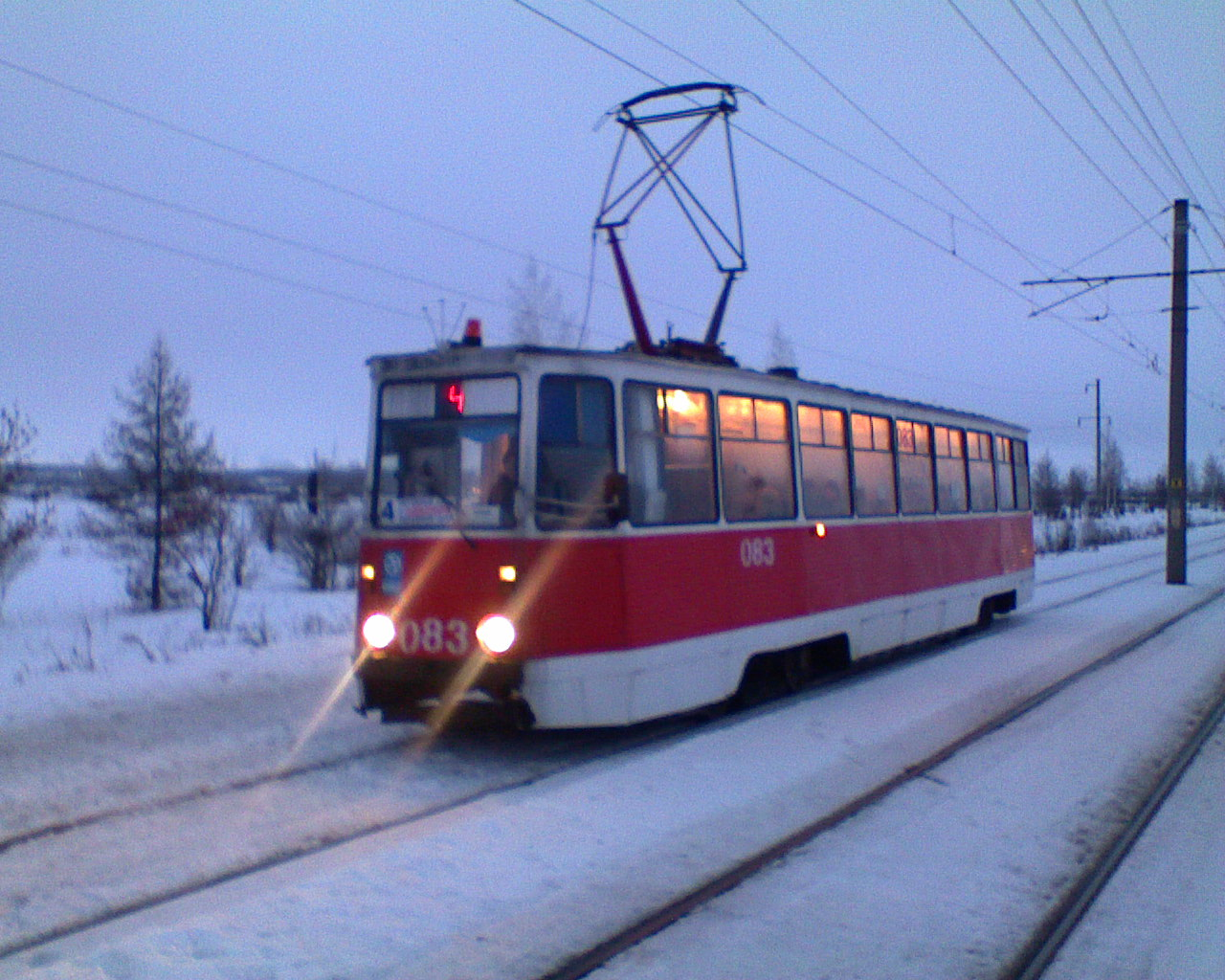
Трамвай модели 71-605 — основа трамвайного парка ООО «Электротранспорт»

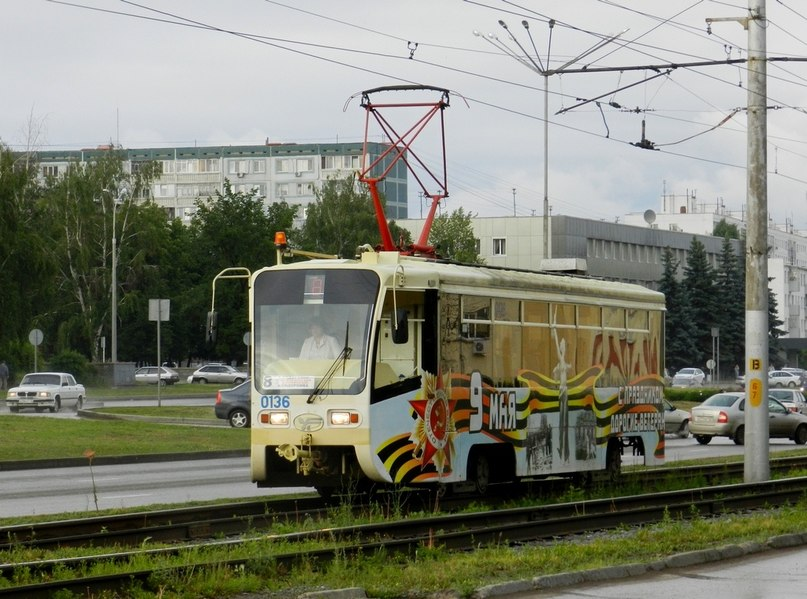
Один из четырёх трамваев модели 71-619КТ

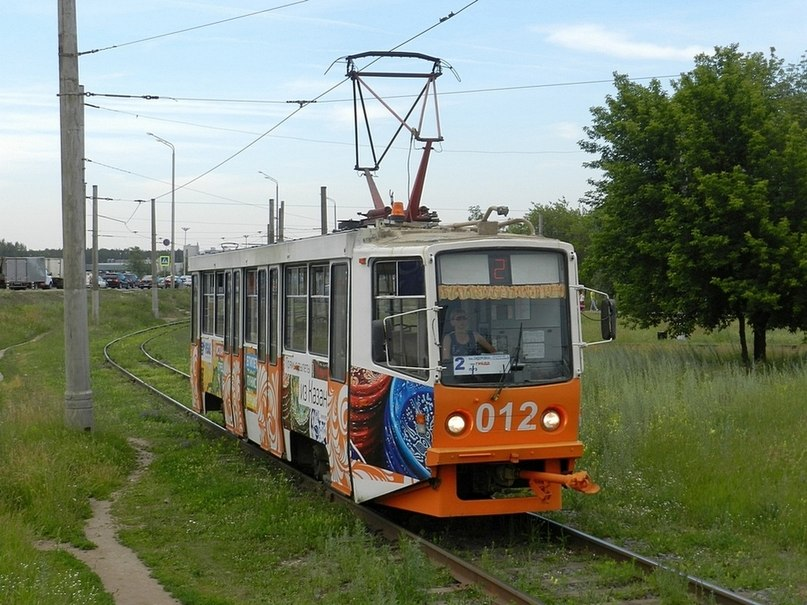
Трамвай 71-608КМ на конечной станции в посёлке Сидоровка

В ООО «Электротранспорт» большое значение уделяется потребительским и техническим свойствам вагонов. Внедрены системы бортовых преобразователей напряжения, планомерно вагоны переводятся на люминесцентное освещение салонов. Для обеспечения безопасности пассажиров на все вагоны установлены проблесковые маяки и сирены. Каждый четвёртый вагон обеспечен сотовой связью. Подвижной состав переведён на более экономичные угольные вставки. На трамваях установлены передние и задние светодиодные маршрутные указатели. Проведена реконструкция системы энергоснабжения трамвайных линий, позволившая снизить затраты на энергоресурсы.
В 2009 году внедрён проект «Мониторинг и управление транспортными средствами», путём создания системы динамического мониторинга и оперативного управления работой подвижного состава на линии, посредством внедрения бортовых навигационных комплексов на трамвайных вагонах. Система мониторинга автоматически регистрирует точки маршрута, места и продолжительности стоянок, скорость движения, изменение состояния контрольных датчиков и другие данные. Вся информация затем используется для составления разнообразных отчётов.
Однако на сегодняшний день по-прежнему остро стоит вопрос обновления подвижного состава, износ его составляет 80,7 %. Из общего количества пассажирских вагонов (119 шт.) полностью самортизированы 112 вагонов.
В 2012 году подготовлена проектно-сметная документация стоимостью 6,5 млн рублей на строительство трамвайной линии от проспекта Беляева до Пединститута по Набережночелнинскому проспекту. Проектная стоимость этого участка протяжённостью 11 км равна 350 млн рублей.
Разработано технико-экономическое обоснование инвестиционного проекта по дальнейшему развитию сети трамвайных путей в соответствии с генеральным планом развития города. Реализация этого проекта позволит соединить надёжным, безопасным и экологически чистым видом транспорта все районы города и решить проблему транспортного обслуживания населения.

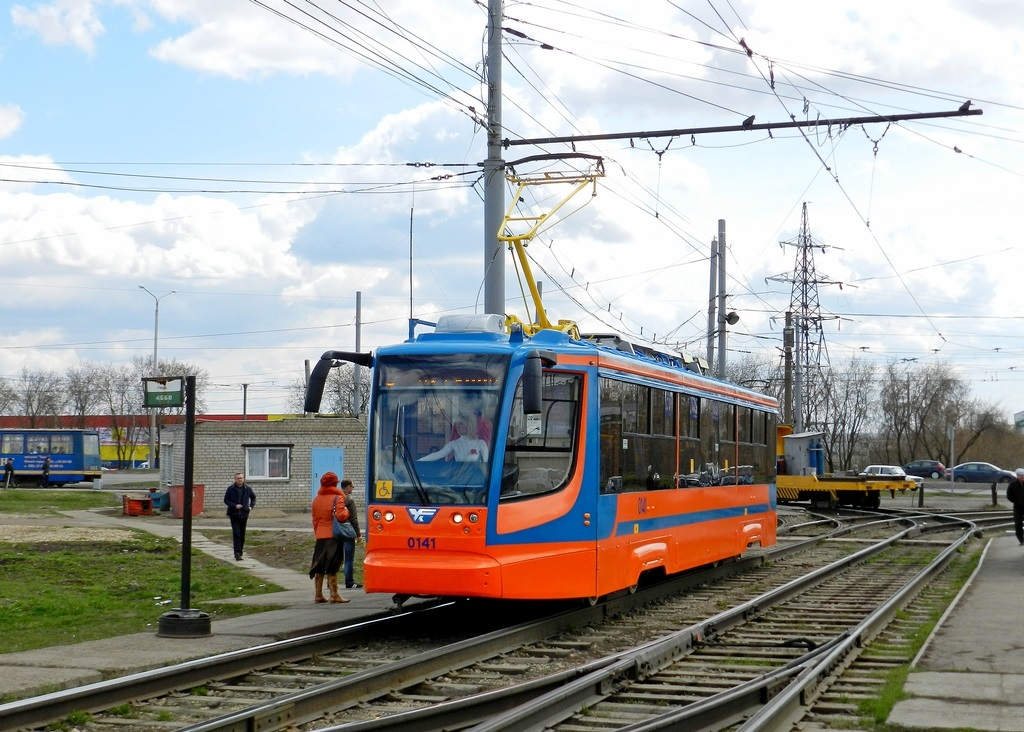
Один из трёх новых трамваев 71-623, приобретённых в 2013 году

С февраля 2013 года движение трамваев по городским маршрутам стало возможным отслеживать в онлайн режиме. Выбрав маршрут, необходимо кликнуть на нужную остановку, всплывающее окно отобразит время прибытия трамвая.
В 2013 году для ООО «Электротранспорт» из федерального и республиканского бюджетов были выделены денежные средства на приобретение десяти новых трамвайных вагонов. Для обновления парка вагонов была выбрана модель Усть-Катавского вагоностроительного завода — 71-623. Первая партия из трёх новых вагонов прибыла в город в начале апреля 2013 года. Оставшиеся семь вагонов ООО «Электротранспорт» планирует получить к ноябрю 2013 года.
С декабря 2020 года, движение трамваев в реальном времени стало возможно отслеживать и на сайте bustime.ru. Однако, показывается движение не всех трамваев, которые находятся на маршрутах (у которых не установлены маячки).

## Организационная структура
Руководство текущей деятельностью ООО «Электротранспорт» и выполнение решений принимаемых Участником Общества, осуществляется единоличным решением исполнительным органом Общества — Генеральным директором. Генеральный директор подотчётен Участнику Общества.
Заместители Генерального директора и подотчётные им структурные подразделения:
1. Заместитель генерального директора по эксплуатации (первый заместитель), в ведении которого находятся:
- Отдел движения;
- Отдел эксплуатации.

2. Заместитель генерального директора по производству — начальник депо, в ведении которого находятся:
- Депо;
- Цех осмотра;
- Цех ремонта;
- Отдел материально-технического снабжения.

3. Заместитель генерального директора — Технический директор, в ведении которого находятся:
- Служба пути;
- Служба энергохозяйств;
- Производственно-технический отдел;
- Техника безопасности;
- Отдел главного механика;
- Аварийно-восстановительная служба;
- Ремонтно-строительный участок.

4. Заместитель генерального директора по кадрам и быту, в ведении которого находятся:
- Отдел доходов;
- Отдел сбора выручки;
- Отдел по работе с персоналом;
- Административно-хозяйственный отдел.

Также в структуру предприятия входят:
- Главный ревизор и подотчётный ему Отдел безопасности движения;
- Главный бухгалтер и подотчётная ему бухгалтерия;
- Отдел маркетинга;
- Правовая группа;
- Аппарат при руководстве.

### Подразделения
В производственном процессе ООО «Электротранспорт» задействованы следующие подразделения:

#### Депо
120 единиц подвижного состава, 5 конечных станций и одна промежуточная, протяжённость маршрутной сети 394,2 км.

#### Цех осмотра подвижного состава
Численность персонала 106 чел. Цех производит следующие виды технического обслуживания:

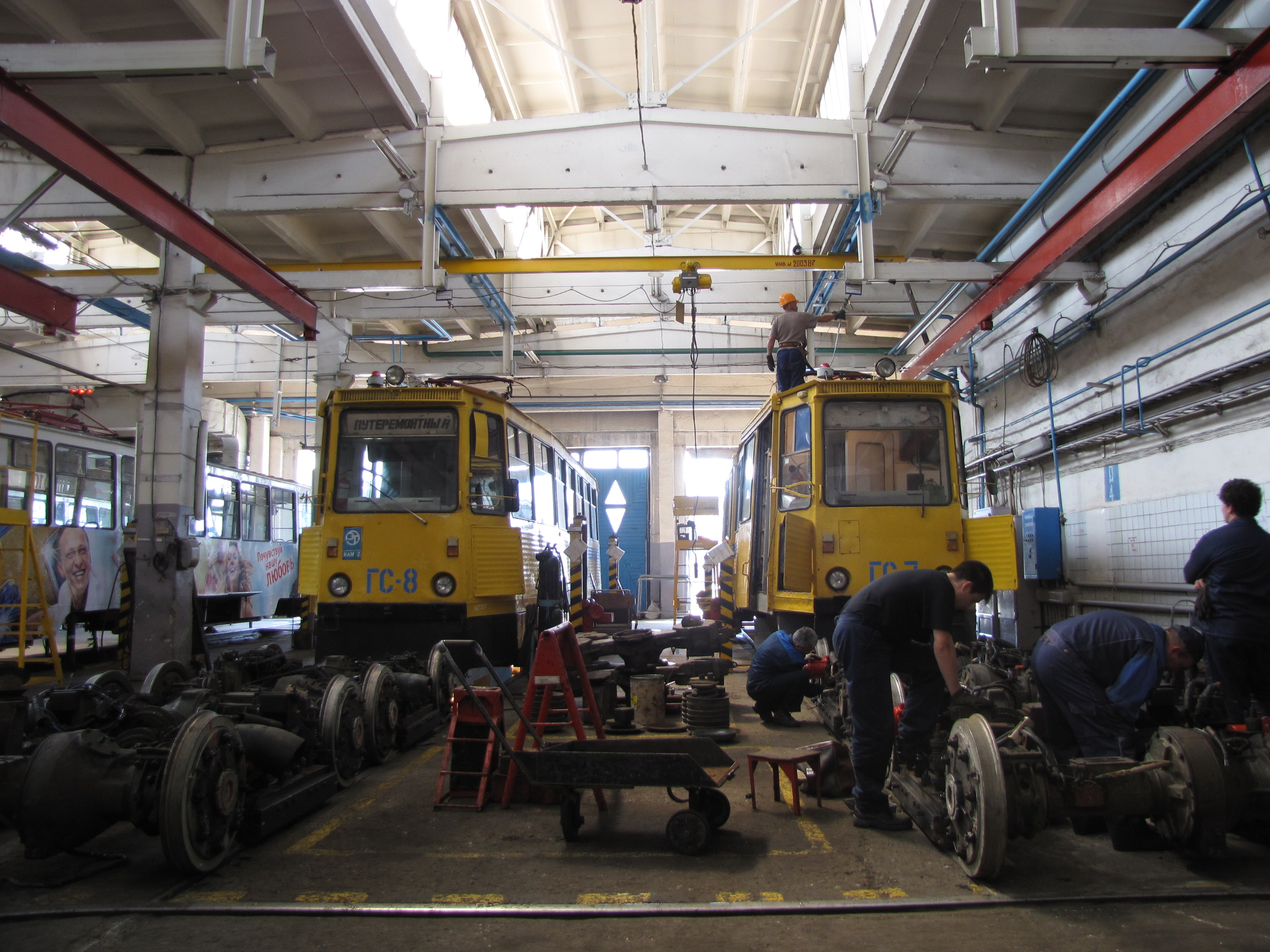
Цех ремонта подвижного состава

- ежедневный осмотр,
- ТО — 1,
- ТО — 2,
- случайный и заявочный ремонты.

#### Цех ремонта подвижного состава
Численность 82 человека. Цех производит текущий и капитальный ремонты, а также капитально-восстановительный ремонт и осуществляют заготовку изделий, узлов и агрегатов для основных подразделений ООО «Электротранспорт».

#### Служба энергохозяйства
- район тяговых подстанций численностью 59 чел. Район обеспечивает преобразование переменного тока напряжением 6-10 кв. в постоянный ток напряжением 600 в, 10 подстанций тяговых и РУ — 6 кв. (Депо);
- район контактных сетей, численностью 37 чел. обеспечивает электроснабжение подвижного состава на линии, протяжённость контактных линий 104,0 км;
- кабельные сети протяжённостью 91,73 км.

#### Служба пути
- численность: 79 человек
- 104,0 км пути в однопутном исчислении
- ремонтная мастерская

### Руководство

#### Высшее руководство
- Генеральный директор — Шамсудинов Рашид Бадгиевич

На предприятии с 1986 года. По служебной лестнице прошёл путь от заместителя начальника службы пути до генерального директора. Окончил Иркутский институт инженеров железнодорожного транспорта по специальности инженер путей сообщения. Имеет следующие награды:
- почётная грамота Министерства экономики и промышленности РТ (2003 год);
- почётная грамота Министерства транспорта и дорожного хозяйства РТ (2004 год);
- почётная грамота Министерства промышленности и энергетики РФ (2006 год);
- знак отличия «За заслуги перед городом Набережные Челны» (2006 год);
- благодарственное письмо Кабинета Министров РТ (2006 год).
- Технический директор — Иванов Владимир Васильевич

Работает на предприятии с 1999 года. Курирует службу пути, производственно-технический отдел, отдел главного механика, службу энергохозяйства, отдел охраны труда и промышленной безопасности.
- Заместитель генерального директора по эксплуатации — Лутфуллин Рамин Фатхуллович

Работает на предприятии с 2000 года. Курирует отдел эксплуатации, отдел движения, планово-экономический отдел, депо, отдел материально-технического обеспечения.
- Заместитель генерального директора по персоналу и общим вопросам — Архипов Евгений Иванович

Работает на предприятии с 2000 года. Курирует отдел безопасности движения, отдел доходов, автотранспортный участок, участок хозяйственного обслуживания, отдел сбора выручки, отдел по работе с персоналом.

#### Прочие
- Главный инженер — Давлетшин Марат Алмазович
- Главный бухгалтер — Лариса Петровна
- Председатель профсоюзного комитета — Ольга Викторовна
- Начальник службы пути — Макаров Валерий Викторович
- Начальник отдела безопасности дорожного движения — Карачевцева Наталья Вячеславовна
- Начальник депо — Яцковский Сергей Леонидович
- Начальник службы электрохозяйства — Газизов Максим Фанилович
- Начальник службы движения — Баун Людмила Викторовна

## Музей
8 октября 2008 года на территории ООО «Электротранспорт» был открыт музей предприятия. Открытие было приурочено к 35-летию со дня пуска первого трамвая с пассажирами. В музее представлена история каждого подразделения ООО «Электротранспорт», награды за участие работников в спортивных и культурных мероприятиях города и ОАО «КАМАЗ». В музее имеется богатый фотографический материал, представлена история развития трамвайного движения в городе Набережные Челны.

## Экономические показатели

### 2014
Чистый убыток ООО «Электротранспорт» за 2014 год увеличился в 6,63 раза до 9,60 млн руб. с 1,45 млн руб. за аналогичный период предыдущего года. Объём продаж компании за 2014 год сократился на 1,01 % до 346,00 млн руб. Управленческие расходы за отчётный период выросли на 7,44 % до 29,26 млн руб. с 31,61 млн руб. годом ранее. Прибыль от продаж составила 72,07 млн рублей.

### 2013
Чистый убыток ООО «Электротранспорт» за 2013 год по РСБУ снизился в 17,21 раза до 1,45 млн руб. с 24,92 млн руб. за аналогичный период прошлого года. Объём продаж компании за 2013 год понизился на 5,52 % до 349,54 млн руб. Cебестоимость продукции компании за 2013 год повысилась на 5,53 % до 384,94 млн руб. Убыток до налогообложения компании «Электротранспорт» за 2013 год повысился в 59,37 раза до 499,00 тыс. руб. с 29,63 млн руб. за аналогичный период прошлого года.

### 2012
Чистый убыток ООО «Электротранспорт» за 2012 год увеличился в 2,38 раза до 24,92 млн руб. с 10,47 млн руб. за аналогичный период предыдущего года. Прибыль от продаж составила 27,40 млн руб.

## Награды и достижения
- 26 августа 2011 года — водитель ООО «Электротранспорт» Светлана Ханнанова стала серебряным призёром XIV Всероссийского открытого конкурса профессионального мастерства водителей трамвая, проводившегося в Нижнекамске[33].
- 12 сентября 2011 года — предприятие ООО «Электротранспорт» за достижения в области общественного транспорта впервые в своей истории стало лауреатом международной общественной транспортной премии «Золотая колесница»[34].